# حالا با عشق تمیز کن
حالا با عشق تمیز کن (کره‌ای: 일단 뜨겁게 청소하라!!; لاتین‌نویسی اصلاح‌شده: Ildan Tteugeopge Cheongsohara) یک مجموعهٔ تلویزیونی کره جنوبی سال ۲۰۱۸ با بازی کیم یو-جونگ، یون کیون-سانگ و سونگ جه ریم است. این مجموعه بر پایهٔ وب‌تون مشهوری با همین نام اثر انگ‌گو است که اولین بار در سال ۲۰۱۳ منتشر شد. این مجموعه از ۲۶ نوامبر ۲۰۱۸ تا ۴ فوریه ۲۰۱۹، روزهای دوشنبه و سه‌شنبه ساعت ۲۱:۳۰ (کی‌اس‌تی) از جی‌تی‌بی‌سی برای ۱۶ قسمت پخش شد.

## بازیگران

### اصلی
- کیم یو-جونگ در نقش گیل اوه-سول[۵]
- یون کیون-سانگ در نقش جانگ سون-کیول[۶]
- سونگ جه ریم در نقش چوی ها-این / دنیل چوی[۷]

## تولید
- اولین جلسهٔ فیلمنامه خوانی در ۳۰ ژانویه ۲۰۱۸ در ساختمان جی‌تی‌بی‌سی در سانگام-دونگ انجام شد.[۸]
- این مجموعه قرار بود که در آوریل ۲۰۱۸ روی آنتن برود،[۹] اما در ۲۶ فوریه اعلام شد که بازیگر کیم یو-جونگ کم‌کاری تیروئید دارد و بر روی درمان خود متمرکز شده‌است.[۱۰] از آن زمان، فیلمبرداری متوقف شد پخش آن به نیمهٔ دوم سال ۲۰۱۸ موکول شد.[۱۱]
- فیلم‌برداری در ۵ سپتامبر ۲۰۱۸ به پایان رسید.[۱۲]